# جمعية نيبال الوطنية
جمعية نيبال الوطنية (بالإنجليزية: National Assembly)‏ هي الهيئة التشريعية في نيبال، التي تأسست في 2017، وتتكون من 59 مقعداً، وهي المجلس الأعلى في برلمان نيبال.

## طالع أيضًا
- برلمان نيبال.